# ناتاشا آیرنز
ناتاشا جاسمین آیرنز (به انگلیسی: Natasha Irons) یک شخصیت خیالی ابرقهرمان در کتاب‌های کامیک آمریکایی منتشر شده توسط دی‌سی کامیکس است. ناتاشا خواهر زاده جان هنری آیرنز (شخصیت ابرقهرمان استیل) است. این شخصیت توسط لوئیس سیمونسون و کریس باتیستا خلق شده‌است که برای اولین بار در شمارهٔ ۱ از جلد دوم مجموعه کمیک استیل (فوریه ۱۹۹۴) حضور پیدا کرد. او به عنوان پنجمین شخصیت در دنیای دی‌سی به‌شمار می‌رود که پس از مجروح شدن عمویش، عنوان استیل را به یدک می‌کشد. در سال ۲۰۰۶ و در مجموعه محدود ۵۲، ناتاشا دارای توانایی‌های ابرانسانی می‌گردد و از اسم رمز استارلایت استفاده می‌کند. زمانی که قدرت‌هایش تغییر کردند، به او اجازه تغییر شکل به موجودیتی زنده از جنس مه را داد و با نام مستعار وپرلاک شناخته شد.